# Čađavica
Čađavica (pronunciado en español: Chayaviza o Chajaviza) es un municipio de Croacia en el condado de Virovitica-Podravina.

## Geografía
Se encuentra a una altitud de 102 m s. n. m. a 172 km de la capital nacional, Zagreb.

## Demografía
En el censo 2011 el total de población del municipio fue de 2009 habitantes, distribuidos en las siguientes localidades:
- Čađavica -  678
- Čađavički Lug - 277
- Donje Bazije - 148
- Ilmin Dvor - 53
- Noskovačka Dubrava - 59
- Noskovci - 195
- Starin - 80
- Šaševo - 114
- Vraneševci - 152
- Zvonimirovac - 253

| Gráfica de población de Čađavica 1857-2011                          |
|                                                                     |
| Según los censos de población de la oficina estadística de Croacia. |